# Pleuraphodius stipulus
Pleuraphodius stipulus är en skalbaggsart som beskrevs av Rudolph Petrovitz 1962. Pleuraphodius stipulus ingår i släktet Pleuraphodius och familjen Aphodiidae. Inga underarter finns listade i Catalogue of Life.